# Jonathan Bijimine
Jonathan Kabasele Bijimine (Amiens, 9 luglio 1994) è un calciatore congolese (Repubblica Democratica del Congo), difensore o centrocampista svincolato.

## Caratteristiche tecniche
È un difensore centrale che può agire anche da mediano davanti alla difesa.

## Carriera

### Nazionale
Ha esordito con la nazionale congolese il 26 marzo 2017 in una partita amichevole persa per 2-1 contro il Kenya.

## Statistiche

### Presenze e reti nei club
Statistiche aggiornate al 6 gennaio 2017.
| Stagione          | Squadra           | Campionato        | Campionato | Campionato | Coppe nazionali | Coppe nazionali | Coppe nazionali | Coppe continentali | Coppe continentali | Coppe continentali | Altre coppe | Altre coppe | Altre coppe | Totale | Totale | Totale |
| Stagione          | Squadra           | Comp              | Pres       | Reti       | Comp            | Pres            | Reti            | Comp               | Pres               | Reti               | Comp        | Pres        | Reti        | Pres   | Reti   |        |
| ----------------- | ----------------- | ----------------- | ---------- | ---------- | --------------- | --------------- | --------------- | ------------------ | ------------------ | ------------------ | ----------- | ----------- | ----------- | ------ | ------ | ------ |
| 2012-2013         | Sedan 2           | CFA2              | 10         | 2          |                 | -               | -               |                    | -                  | -                  |             | -           | -           | 10     | 2      |        |
| 2012-2013         | Sedan             | L2                | 14         | 0          | CF+CdL          | 2+0             | 0               |                    | -                  | -                  |             | -           | -           | 16     | 0      |        |
| 2013-gen. 2014    | Perugia           | LP                | 0          | 0          | CI+CI-LP        | 1+4             | 0               |                    | -                  | -                  |             | -           | -           | 5      | 0      |        |
| gen.-giu. 2014    | Barletta          | LP                | 6          | 0          | CI+CI-LP        | 0               | 0               |                    | -                  | -                  |             | -           | -           | 6      | 0      |        |
| 2014-2015         | Córdoba B         | SDB               | 29         | 6          |                 | -               | -               |                    | -                  | -                  |             | -           | -           | 29     | 6      |        |
| 2014-2015         | Córdoba           | PD                | 1          | 0          | CR              | 0               | 0               |                    | -                  | -                  |             | -           | -           | 1      | 0      |        |
| 2015-2016         | Córdoba           | SD                | 8          | 0          | CR              | 0               | 0               |                    | -                  | -                  |             | -           | -           | 8      | 0      |        |
| 2016-2017         | Córdoba           | SD                | 20         | 0          | CR              | 4               | 0               |                    | -                  | -                  |             | -           | -           | 24     | 0      |        |
| Totale Cordoba CF | Totale Cordoba CF | Totale Cordoba CF | 29         | 0          |                 | 4               | 0               |                    | -                  | -                  |             | -           | -           | 33     | 0      |        |
| 2017-gen. 2018    | Apollōn Smyrnīs   | SL                | 12         | 0          | CG              | 1               | 0               |                    | -                  | -                  |             | -           | -           | 13     | 0      |        |
| Totale carriera   | Totale carriera   | Totale carriera   | 100        | 8          |                 | 12              | 0               |                    | -                  | -                  |             | -           | -           | 112    | 8      |        |

### Cronologia presenze e reti in nazionale
| Cronologia completa delle presenze e delle reti in nazionale ― RD del Congo | Cronologia completa delle presenze e delle reti in nazionale ― RD del Congo | Cronologia completa delle presenze e delle reti in nazionale ― RD del Congo | Cronologia completa delle presenze e delle reti in nazionale ― RD del Congo | Cronologia completa delle presenze e delle reti in nazionale ― RD del Congo | Cronologia completa delle presenze e delle reti in nazionale ― RD del Congo | Cronologia completa delle presenze e delle reti in nazionale ― RD del Congo | Cronologia completa delle presenze e delle reti in nazionale ― RD del Congo |
| Data                                                                        | Città                                                                       | In casa                                                                     | Risultato                                                                   | Ospiti                                                                      | Competizione                                                                | Reti                                                                        | Note                                                                        |
| --------------------------------------------------------------------------- | --------------------------------------------------------------------------- | --------------------------------------------------------------------------- | --------------------------------------------------------------------------- | --------------------------------------------------------------------------- | --------------------------------------------------------------------------- | --------------------------------------------------------------------------- | --------------------------------------------------------------------------- |
| 26-3-2017                                                                   | Machakos                                                                    | Kenya                                                                       | 2 – 1                                                                       | RD del Congo                                                                | Amichevole                                                                  | -                                                                           | 64’                                                                         |
| Totale                                                                      |                                                                             | Presenze                                                                    | 1                                                                           |                                                                             | Reti                                                                        | 0                                                                           |                                                                             |